# Кухарі (Ковельський район)
Кухарі́ — село в Україні, у Велицькій сільській територіальній громаді Ковельського району Волинської області. Населення становить 341 осіб.

## Географія
Село розташоване на лівому березі річки Стохід.

## Історія
1619 року Остафій Єло-Малинський за рік до своєї смерті, згідно із заповітом брата, отримав села Велицьк, Сільце й Кухарі.
У 1906 році село Велицької волості Ковельського повіту Волинської губернії. Відстань від повітового міста 40 верст, від волості 2. Дворів 46, мешканців 300.

## Населення
Згідно з переписом УРСР 1989 року чисельність наявного населення села становила 311 осіб, з яких 145 чоловіків та 166 жінок.
За переписом населення України 2001 року в селі мешкало 336 осіб. 100 % населення вказало своєю рідною мовою українську мову.